# 新蒂莫菲伊夫卡
46°50′42″N 32°47′22″E / 46.84500°N 32.78944°E
新蒂莫菲伊夫卡（羅馬化：Novotymofiivka）是烏克蘭南部尼古拉耶夫州巴什坦卡區霍羅希夫斯凱市鎮的村莊。該村始建於1905年，面積1.45平方公里，海拔高度11米，2001年人口581，人口密度每平方公里400.7人。